# Slope County
Slope County är ett administrativt område i delstaten North Dakota, USA, med 727 invånare. Den administrativa huvudorten (county seat) är Amidon.  

## Geografi
Enligt United States Census Bureau så har countyt en total area på 3 157 km². 3 155 km² av den arean är land och 3 km² är vatten. 

## Demografi
Enligt United States Census Bureau har countyt den högsta andelen vit befolkning i samtliga av USA:s counties, 99,74%. 46,9% har tyskt ursprung, 15,2% norskt, 8,1% amerikanskt, 7,4% engelskt och 7,2% svenskt ursprung av countyts 767 invånare enligt folkräkningen år 2000.

### Angränsande countyn
- Billings County - nord
- Stark County - nordöst
- Hettinger County - öst
- Adams County - sydöst
- Bowman County - syd
- Fallon County, Montana - väst
- Golden Valley County - nordväst